# Церква Усікновення голови святого Івана Хрестителя (Губин)
Церква Усікновення голови святого Івана Хрестителя в Губині — парафія і храм греко-католицької громади Золотопотіцького деканату Бучацької єпархії Української греко-католицької церкви в селі Губин Чортківського району Тернопільської области.
Оголошена пам'яткою архітектури місцевого значення (охоронний номер 111).

## Історія церкви
Храм був збудований у 1849 році з деревини, яку сплавляли з Карпат, а освятили його в 1863 році. З 1885 року парафія і церква належали до Станиславівської єпархії УГКЦ. Під час Другої світової війни храм зазнав незначних пошкоджень, сліди яких помітні й досі. Тоді парафія володіла проборством, орною землею та лісом, які згодом конфіскувала радянська влада.
Парафія залишалася греко-католицькою до 1946 року. З середини 1946 по 1989 рік храм не функціонував. Після відкриття церкви у 1989 році парафія повернулася в лоно УГКЦ.
2 грудня 2003 року єпископську візитацію здійснив єпископ Іриней Білик, ЧСВВ.
При парафії діють Вівтарна дружина, а також церковне братство і сестринство.
На території села поблизу школи у 2010 році збудовано каплицю. При в'їзді до села встановлено хрест на честь скасування панщини.

## Парохи
- о. Іван Гавецький,
- о. Павло Чужак,
- о. Ярослав Островський,
- о. Наняк,
- о. Григорій Калюга,
- о. Василь Бігун (1989—1990),
- о. Валерій Кандюк (1990—1992),
- о. Петро Грущак (1992—1996),
- о. Ярослав Антонійчук (1996—1999),
- о. Ігор Шкодзінський (1999—2002),
- о. Андрій Новак (2002—2007),
- о. Сергій Топольницький (з 2007).